# Cerambyx
Genre
Cerambyx est un genre d'insectes coléoptères de la famille des Cerambycidae.

## Sous-genres
D'après BioLib (4 juillet 2020) :
- sous-genre Cerambyx Linnaeus, 1758
- sous-genre Microcerambyx Miksic & Georgijevic, 1973

## Espèces rencontrées en Europe
D'après Fauna Europaea (19 mars 2022) :
- Cerambyx carinatus Küster, 1846
- Cerambyx cerdo Linnaeus, 1758 — grand capricorne du chêne
- Cerambyx dux (Faldermann, 1837)
- Cerambyx miles Bonelli, 1812
- Cerambyx nodulosus Germar, 1817
- Cerambyx scopolii Fuessly, 1775 — petit capricorne
- Cerambyx welensii (Küster, 1846)

## Étymologie
Le genre Cerambyx est nommé d'après Cérambos, musicien de la mythologie grecque.